# Herman Teirlinck
Herman Louis Cesar Teirlinck (24. února 1879 Sint-Jans-Molenbeek – 4. února 1967 Beersel-Lot, Belgie) byl belgický učitel, spisovatel, básník a dramatik.  

## Životopis
Herman Teirlinck se narodil jako jediný syn z pěti dětí dramatika a folklóristy Isidoora Teirlincka a učitelky Josefine van Nieuwenhove. Jeho sestry byly: Alice Poll (1880–1959), Marie Lucie Weemaes (1882), Lea De Cunsel (1884–1909) a Marie Martha De Cunsel (1892). Kvůli špatnému zdravotnímu stavu strávil většinu raného dětství v Zegelsemu u otcových rodičů. Základní a střední školu navštěvoval v Bruselu.
Teirlinck se chtěl stát spisovatelem, přesto vyhověl přání svého otce a začal v Bruselu studovat medicínu, což mu nevyhovovalo. Odešel do Gentu, kde studoval německý jazyk a literaturu, avšak i tato studia přerušil.
V roce 1902 se oženil s Mathildou Lauwersovou (1878–1928), se kterou měl dvě dcery: Stellu Maes (1900–1963) a Leentje van de Velde (1906–1974). V témže roce se stal úředníkem na bruselském magistrátu. Překládal měsíční zprávy Královského vlámského divadla do francouzštiny, což zvýšilo jeho zájem o divadlo. Vytvořením "Kunstkommiteit" chtěl pozvednout úroveň tohoto populárního divadla vedeného Edmondem Hendrikxem. Jako třiadvacetiletý se spolu s hercem Larochem neúspěšně ucházel o ředitelské místo v tomto divadle. Sám se jako ochotník věnoval různým formám divadla (nejraději se prý převlékal za ženu). Vystupoval dokonce jako zpěvák. 
V roce 1903 spoluzaložil časopis Vlaanderen, nástupce časopisu Van Nu en Straks.
Od roku 1906 byl dopisovatelem listu Algemeen Handelsblad. Stále více se věnoval životu v Bruselu. Kolem roku 1909 se usadil v Linkebeeku, kde se zapojil do místní politiky. V roce 1909 vyšel také jeho esej "The Art of Theatre", v němž se projevil jako příznivec divadelních inovací zavedených Edwardem Gordonem Craigem. 
V roce 1919 se stal členem Královské vlámské akademie jazyka a literatury. Od té doby byl významným mužem – učitelem vlámštiny na královském dvoře a byl radou pro umění a vědu během vlády tří králů: Alberta I., Leopolda III. a Baudouina. V roce 1923 byl zakládajícím členem Vlámského klubu pro umění, vědu a literaturu v Bruselu.
V letech 1912–1926 byl ředitelem továrny na nábytek a stal se tajemníkem sdružení zaměstnavatelů belgického dřevařského průmyslu. V této funkci cestoval do tehdejšího Belgického Konga.
Od roku 1928 byl Teirlinck také přidělen k Národnímu vyššímu institutu pro stavební a dekorativní umění jako učitel jevištní techniky. V roce 1938 se stal jeho ředitelem. Mezitím byl také v kontaktu s belgickým dvorem a od roku 1933 byl poradcem nejprve krále Alberta I. a od roku 1934 krále Leopolda III.
V roce 1929 si nechal postavit vilu v Sint-Idesbaldu od Victora Bourgeoise. Po úmrtí manželky se v roce 1931 oženil s Johannou Hoofmansovou a v roce 1936 se přestěhovali do Beerselu.
Po druhé světové válce v roce 1946 spoluzaložil časopis Nieuw Vlaams Tijdschrift, jehož se stal ředitelem. V témže roce založil Studio Národního divadla v Antverpách; později bylo známé jako Studio Herman Teirlinck. Do roku 1950 byl ředitelem Ter Kameren v Bruselu, dokud ho nenahradil Léon Stynen. V roce 1951 se stal poradcem ministerstva školství.
Teirlinckova druhá manželka zemřela v roce 1963, on sám zemřel o čtyři roky později, 20 dní před svými 88. narozeninami. V jeho domě v Beersel-Lotu bylo zřízeno Teirlinckovo muzeum a umělecká galerie, která však na konci roku 2013 zavřela své brány. V listopadu 2021 byla po rekonstrukci znovu otevřena jako muzeum a kulturní centrum pod názvem Dům Hermana Teirlincka.

### Ocenění
- 1925 – Státní cena za dramatickou literaturu za knihu De man zonder lijf
- 1928 – Státní cena za dramatickou literaturu za Ave
- 1950 – Velká pětiletá státní cena za vlámskou literaturu za celou jeho tvorbu
- 1956 – Cena nizozemských spisovatelů

Čtyřikrát byl jmenován doktorem honoris causa a to na Bruselské univerzitě (1938), na univerzitě v Amsterdamu (1947), na univerzitě v Lutychu (1954) a na univerzitě v Gentu (1959)

### Hodnocení
Jeroen Brouwers označil Teirlincka za "největšího vlámského spisovatele před Louisem Paulem Boonem a Hugo Clausem." Domníval se, že jeho dílo se v 21. století stalo archaickým, ale že zůstalo bohaté a suverénní.

## Dílo
- Verzen (1900; gedichten)
- Landelijke historiën (1901; roman)
- De wonderbare wereld (1902; roman)
- Het stille gesternte (1903; roman)
- 't Bedrijf van den kwade (1904; roman)
- De doolage (1905; roman)
- Zon, een bundel beschrijvingen (1906; essays)
- De kroonluchter, kunstgenootschap (1907; roman)
- Het avontuurlijk leven van Lieven Cordaat (1908)
- Mijnheer J.B. Serjanszoon, orator didacticus (1908; roman)
- Het ivoren aapje (1909; roman)
- Johan Doxa, `Vier herinneringen aan een Brabantschen Gothieker' (1917; roman)
- De Nieuwe Uilenspiegel of de jongste incarnatie van den scharlaken Thijl (1920; bewerking van het oude volksverhaal)
- De vertraagde film (1922; toneelstuk); De vertraagde film (hoorspel)
- Het Lied van Peer Lobbe (1923; verzameling kortverhalen)
- Ik dien. Een spel in drie bedrijven, ter verheerlijking van Zuster Beatrijs (1924; toneelstuk)
- De man zonder lijf (1925; toneelstuk)
- De wonderlijke mei (1925; toneelstuk)
- De leemen torens (1928; brievenroman met Karel van de Woestijne)
- De ekster op de galg (1937; toneelstuk)
- Elckerlyc (1937)
- Ave (1938; toneelstuk)
- Maria Speermalie, 1875–1937 (1940; roman)
- De XXXX brieven aan Rolande (1944)
- Het gevecht met de engel (1952; roman)
- Mijnheer J.B. Serjanszoon. Orator didacticus(1952, Aan Lodewijk van Deyssel)
- Zelfportret of Het galgemaal (1955; roman)
- Wijding voor een derde geboorte (1956; theatertheoretische essays)
- Dramatisch Peripatetikon (1959; theaterleerboek)
- De fluitketel (1962; toneelstuk)
- Verzameld werk, 8 dln. (1955–1969)
- Verzameld werk, 9 dln. (1973)
- Brussel 1900 (1981; geschiedenis)

### V češtině
- Píseň o Peer Lobbeovi – úvod František Sekanina; přeložila Gabriela Kafková; in: 1000 nejkrásnějších novel... č. 57. Praha: J. R. Vilímek, 1913
- Maria Speermalieová – př. Lída Faltová. Praha: Družstevní práce, 1947
- Autoportrét, neboli, Poslední večeře – př. Olga Krijtová. Praha: Odeon, 1981